# Passage Courtois
Pour les articles homonymes, voir Courtois.
Le passage Courtois est une voie du 11e arrondissement de Paris, en France.

## Situation et accès
Le passage Courtois est situé dans le 11e arrondissement de Paris. Il débute au 62, rue Léon-Frot et se termine au 16, rue de la Folie-Régnault.
Le passage fait 6 mètres de large et 260 mètres de long.
On y voit au fond, en venant de la rue Léon-Frot, l'ex-porte de la pension Belhomme qui y a été déplacée. 
La petite partie du passage qui donne sur la rue de la Folie-Régnault a été transformée en un petit parc toujours ouvert au public, mais ne permettant plus le passage des voitures. Le passage est donc ainsi devenu une impasse pour les voitures, mais reste toujours un passage pour les piétons.

## Origine du nom
Il doit son nom à l'ancien propriétaire du terrain, monsieur Courtois, lorsque ce passage a été construit.

## Historique
Ce passage a été ouvert en 1870.
Il figure cependant comme impasse sur le cadastre dressé vers 1830.
En 1933, le Conseil municipal de la Ville de Paris délibère : « Les voies privées suivantes : passages Courtois, Alexandrine, cour Debille, passages Rauch et des Taillandiers, seront classées comme voies publiques dans le plus bref délai possible. »

## Bâtiments remarquables et lieux de mémoire
En 1975, le peintre, sculpteur et graveur uruguayen, Antonion Andivero, ouvre un atelier au 20, passage Courtois. Il cherche à renouveler l'expérience qu'il a menée pendant huit ans à Madrid où il avait monté un des trois ateliers des plus vivants de la capitale.
Le passage donne accès au square de la Folie-Régnault.